# 張天爵
張天爵（1457年—？），字良貴，直隸松江府華亭縣人，民籍，明朝政治人物。

## 生平
應天府鄉試第五十六名舉人。弘治三年（1490年）中式庚戌科會試第四十四名，二甲第六名進士。

## 家族
曾祖張真；祖父張壅；父張佐，母徐氏。